# Nidalia macrospina
Nidalia macrospina är en korallart som först beskrevs av Kükenthal 1906.  Nidalia macrospina ingår i släktet Nidalia och familjen Nidaliidae. Inga underarter finns listade i Catalogue of Life.